# Гранвиль (кантон)
Гранвиль (фр. Granville) — кантон во Франции, находится в регионе Нормандия, департамент Манш. Входит в состав округа Авранш.

## История
До 2015 года в состав кантона входили коммуны Донвиль-ле-Бен, Гранвиль, Жюллувиль, Икелон, Сен-Пер-сюр-Мер, Сен-Планше и Сент-Обен-де-Прео.
В результате реформы 2015 года состав кантона был изменён, он сократился до четырех коммун.

## Состав кантона с 22 марта 2015 года
В состав кантона входят коммуны (население по данным Национального института статистики за 2018 г.):
- Донвиль-ле-Бен (3 138 чел.)
- Гранвиль (12 567 чел.)
- Икелон (1 113 чел.)
- Сен-Пер-сюр-Мер (4 053 чел.)

## Политика
На президентских выборах 2022 г. жители кантона отдали в 1-м туре Эмманюэлю Макрону 38,5 % голосов против 17,3 % у Жана-Люка Меланшона и 16,5 % у Марин Ле Пен; во 2-м туре в кантоне победил Макрон, получивший 70,9 % голосов. (2017 год. 1 тур: Эмманюэль Макрон – 28,7 %, Франсуа Фийон – 25,7 %, Жан-Люк Меланшон – 18,0 %, Марин Ле Пен – 13,2 %; 2 тур: Макрон – 77,3 %. 2012 год. 1 тур: Николя Саркози — 30,5 %, Франсуа Олланд — 29,9 %, Марин Ле Пен — 12,0 %; 2 тур: Олланд — 51,6 %).
С 2021 года кантон в Совете департамента Манш представляют член совета коммуны Сен-Пер-сюр-Мер Сильви Гате (Sylvie Gâté) и член совета города Гранвиль Иван Тайебуа (Yvan Taillebois) (оба – Разные правые).
|                | Кандидаты                          | Партия                   | Первый тур | Первый тур     | Второй тур | Второй тур |
| Кол-во голосов | Кандидаты                          | Партия                   | % голосов  | Кол-во голосов | % голосов  |            |
| -------------- | ---------------------------------- | ------------------------ | ---------- | -------------- | ---------- | ---------- |
|                | Сильви Гате Иван Тайебуа           | Разные правые            | 1 805      | 30,22          | 3 038      | 52,34      |
|                | Надин Будаль-Буане Жан-Марк Жюльян | Разные центристы         | 1 950      | 32,65          | 2 766      | 47,66      |
|                | Иан Алари Изабель Анж              | Разные левые             | 1 407      | 23,56          |            |            |
|                | Сильви Деланоэ Грегори Шарверон    | Национальное объединение | 811        | 13,58          |            |            |

|                | Кандидаты                         | Партия                        | Первый тур | Первый тур     | Второй тур | Второй тур |
| Кол-во голосов | Кандидаты                         | Партия                        | % голосов  | Кол-во голосов | % голосов  |            |
| -------------- | --------------------------------- | ----------------------------- | ---------- | -------------- | ---------- | ---------- |
|                | Сильви Гате Жан-Марк Жюльян       | Разные правые                 | 2 635      | 31,47          | 5 605      | 74,82      |
|                | Мари-Кристин Лоне Дени Фере       | Национальный фронт            | 1 551      | 18,52          | 1 886      | 25,18      |
|                | Надин Будаль Буане Филипп Летесье | Союз демократов и независимых | 1 509      | 18,02          |            |            |
|                | Анн Летанг-Рье Доминик Моннерон   | Социалистическая партия       | 1 091      | 13,03          |            |            |
|                | Дидье Легелинель Сильви Ле Кокген | Европа Экология Зелёные       | 1 040      | 12,42          |            |            |
|                | Анн-Лиз Божар Милуд Мансур        | Левый фронт                   | 508        | 6,07           |            |            |
|                | Себастьян Доло Стефани Эн         | Прочие                        | 40         | 0,48           |            |            |